# 犹太遗产博物馆
犹太遗产博物馆（Museum of Jewish Heritage）位于美国纽约市曼哈顿砲台公园城，纪念在犹太人大屠杀中的丧生者。建筑顶部是一个金字塔结构，称为大屠杀纪念塔。

## 历史
该博物馆于1997年开放。来自世界各地的150多万名游客参观了博物馆。博物馆的使命是“教育所有年龄和背景的人们关于20世纪和21世纪犹太人生活的广阔图景 — 大屠杀之前，之中和之后”。

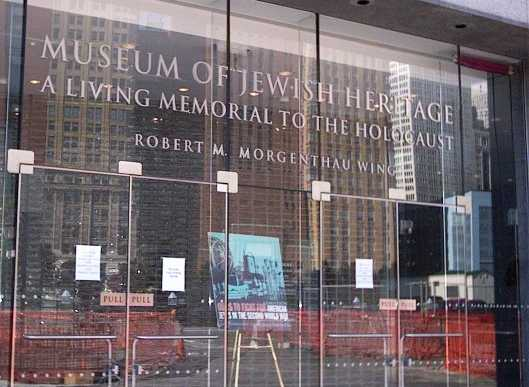

博物馆的核心展览将大屠杀置于现代犹太历史的大背景下，从生活的角度讲述了20世纪和21世纪犹太人生活的故事，共分为三个时间段：犹太人生活百年、对犹太人的战争以及犹太复兴。它坐落在六面建筑内，象征着大卫之星的六个点和六百万在犹太大屠杀中丧生的犹太人。

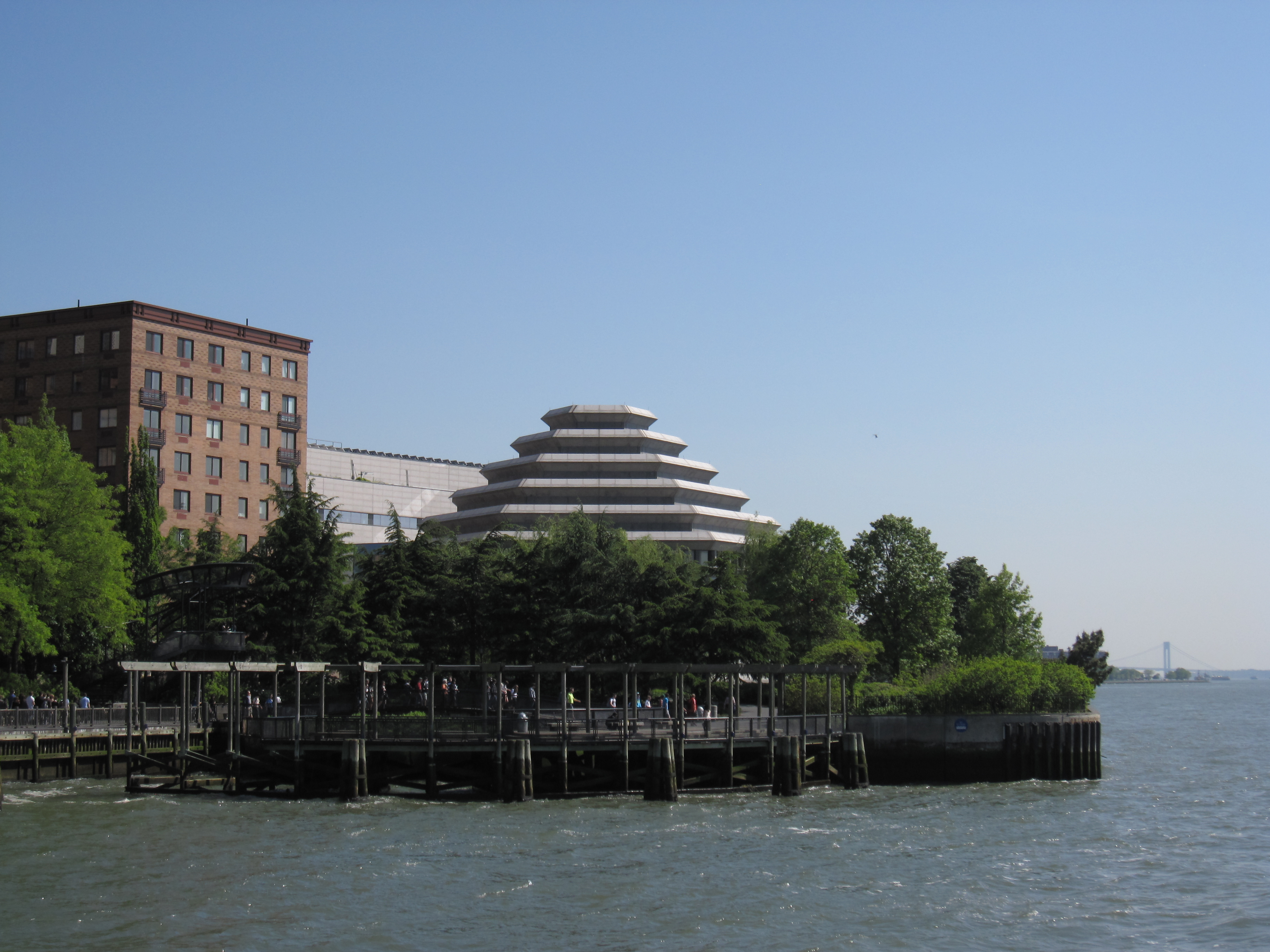

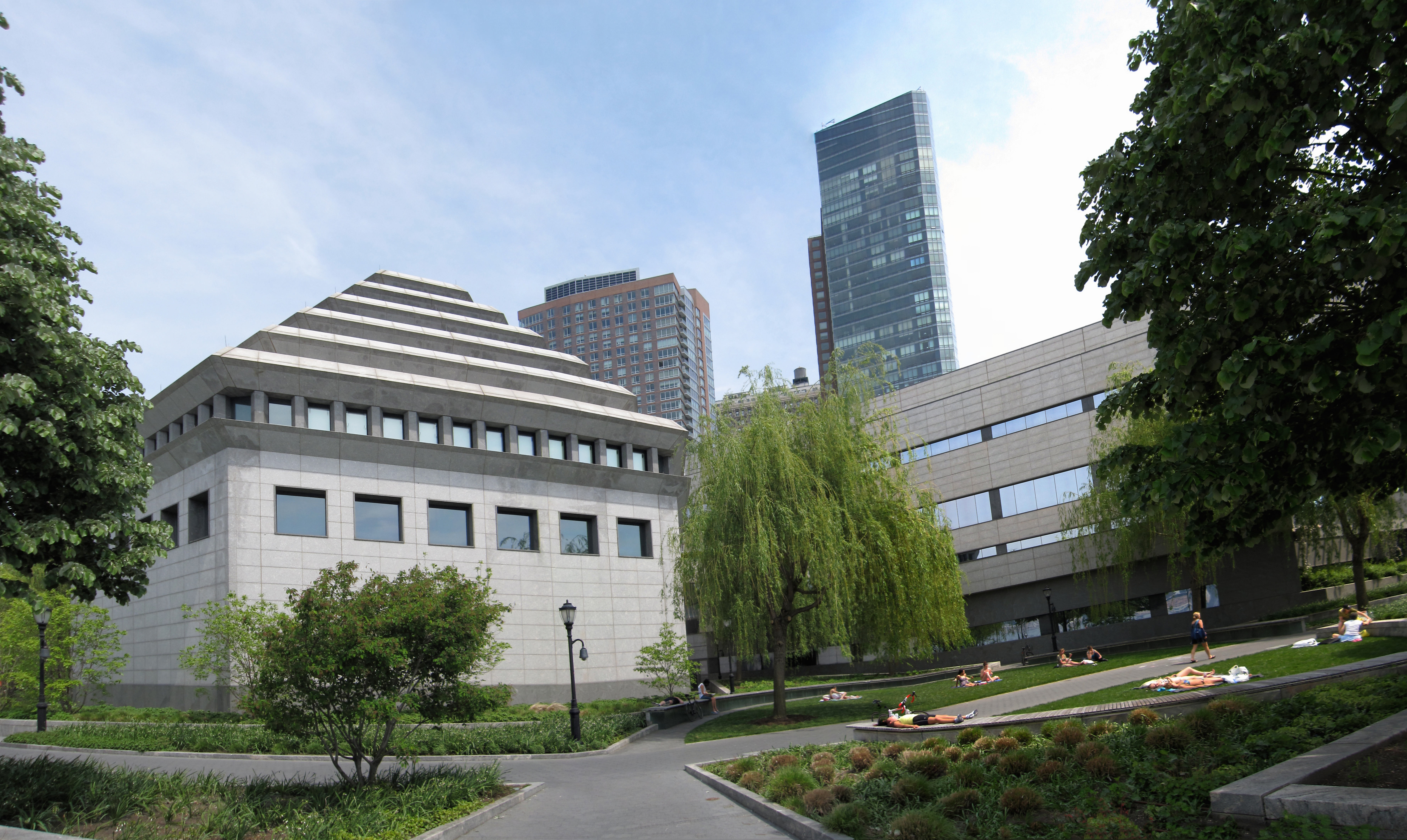